# 来策义
来策义（1953年2月—2022年12月16日），陕西礼泉人，中国人民解放军少将，正军职离休干部、原新疆军区副司令员。

## 生平
来策义1970年12月入伍，1973年2月加入中国共产党，历任战士、排长、参谋、副处长、处长，兰州军区司令部办公室副主任等职。
1998年10月，任兰州军区司令部作战部部长。2002年3月，任陆军第四十七集团军参谋长。2008年2月，升任第四十七集团军副军长。2008年3月，代理海军东海舰队代理副参谋长一年。2009年2月，任新疆军区副司令员。2009年4月，任新疆生产建设兵团党委委员、常委。2009年6月至2013年11月，任新疆生产建设兵团党委常委、副司令员。
2022年12月16日，来策义因病于西安逝世，享年69岁。讣告刊登在2023年1月8日的《解放军报》。